# ST-2
ST-2 ist ein kommerzieller Kommunikationssatellit eines singapurisch-taiwanischen SingTel-Chunghwa Joint Ventures mit dem Namen Satellite Ventures Pte Ltd.
Er wurde am 20. Mai 2011 um 20:38 UTC mit einer Ariane 5 ECA Trägerrakete vom Raketenstartplatz Centre Spatial Guyanais in Kourou (zusammen mit GSAT-8) in eine geostationäre Umlaufbahn gebracht. Der Bau des Satelliten wurde im Dezember 2008 durch ein Joint Venture zwischen Singapore Telecommunications Limited (SingTel) und Taiwans Chunghwa Telecom Company Limited (Chunghwa Telecom) bei Mitsubishi Electric bestellt.
Der dreiachsenstabilisierte Satellit ist mit Ku-Band und C-Band Transpondern ausgerüstet und soll von der Position 88° Ost aus Asien und den mittleren Osten mit Telekommunikationsdienstleistungen, Fernsehen und Internet versorgen. Er wurde auf Basis des DS2000 Satellitenbus von Mitsubishi Electric in den Kamakura Works für den Betreiber ST-2 Satellite Ventures Pte Ltd. gebaut und besitzt eine geplante Lebensdauer von 15 Jahren.